# بخش بالکان، شهرستان سنت لوئیس، مینه سوتا
بخش بالکان (به انگلیسی: Balkan Township) یک منطقهٔ مسکونی در ایالات متحده آمریکا است که در شهرستان سنت لوئیس، مینه‌سوتا واقع شده‌است.
 بخش بالکان ۱۶۹٫۰ کیلومتر مربع مساحت و ۸۳۲ نفر جمعیت دارد و ۴۵۷ متر بالاتر از سطح دریا واقع شده‌است.